# Лонівка (річка)
Лонівка — річка в Перемишлянському районі Львівської області, права притока Золотої Липи (басейн Дністра).

## Опис
Довжина річки приблизно 8 км. Висота витоку над рівнем моря — 365 м, висота гирла — 327 м, падіння річки — 38 м, похил річки — 4,75 м/км. Формується з багатьох безіменних струмків.

## Розташування
Бере початок на південно-західній околиці села Лоні й тече переважно на південний схід через село Лонівка. У селі Вишнівчик впадає в річку Золоту Липу, ліву притоку Дністра.